# Jánosháza
Jánosháza je mesto na Madžarskem, ki upravno spada pod podregijo Celldömölki Železne županije.